# Lily Tomlin
Pour les articles homonymes, voir Tomlin.
Lily Tomlin est une humoriste, actrice, productrice et scénariste américaine née le 1er septembre 1939 à Détroit, dans le Michigan.
Elle se fait connaître du grand public par l'émission télévisuelle de music-hall et de sketches Rowan & Martin's Laugh-In (1969-1973).
Considérée comme celle qui a ouvert la voie aux comiques féminines aux États-Unis, elle connaît un succès d'envergure sur les planches de Broadway et avec ses one woman show. Elle a remporté un Grammy Awards ainsi que deux Tony Awards.
Proposée à l'Oscar de la meilleure actrice dans un second rôle pour sa participation au film Nashville (1975), elle sera, tout au long de sa carrière, récompensée par de nombreuses cérémonies de remises de prix. Elle remporte notamment plusieurs Primetime Emmy Awards grâce à ses spectacles Lily (1973), The Lily Tomlin Special (1975), The Paul Simon Special (1977), Lily: Sold Out (1981) ainsi qu'a son documentaire An Apology to Elephants et aussi avec la série d'animation Le Bus magique (1994-1997).
Elle mène une carrière prolifique au cinéma : Le chat connaît l'assassin, Le Temps d'une romance, Comment se débarrasser de son patron, La Femme qui rétrécit, Solo pour deux, Quand les jumelles s'emmêlent, Ombres et Brouillard, The Player, Short Cuts, Les Allumés de Beverly Hills, Brooklyn Boogie, Flirter avec les embrouilles, Un thé avec Mussolini, Sale Môme, Orange County, The Last Show, Admission, Grandma etc.
À la télévision, elle s'est notamment illustrée par plusieurs rôles réguliers dans des séries telles que Murphy Brown (1996-1998), À la Maison-Blanche (2002-2006), Desperate Housewives (2008-2009), Damages (2010), Web Therapy (2011-2015), Malibu Country (2012-2013). Et depuis 2015, elle produit et joue dans la série Netflix, Grace et Frankie, aux côtés de Jane Fonda.

## Biographie

### Formation
Dès son plus jeune âge, elle démontre un intérêt pour la comédie. Elle fait ses études à l'Université de Wayne State et se lance dans le stand-up à la fin des années 1960 tout en se produisant dans des discothèques de sa ville natale.
C'est en 1958 qu'elle apparaît à la télévision pour la première fois, avec un petit rôle dans The Garry Moore Show.

### Carrière

#### Révélation et consécration (1969-1989)

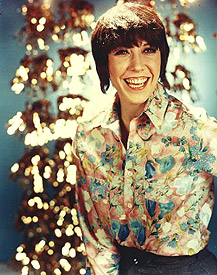
Photo promotionnelle de la série Laugh-In, en 1970.

Elle est révélée par l'émissions à sketchs Laugh-In. De 1969 à 1973, elle se produit de manière récurrente et ses prestations, basées sur des personnages qu'elle créée elle-même sur scène, connaissent un franc succès.
En 1972, elle remporte le Grammy Award du meilleur album de comédie musicale pour This is a Recording. Parallèlement, elle connaît aussi un succès d'envergure en remportant son premier Primetime Emmy Awards pour son spectacle Lily ainsi qu'un prestigieux Writers Guild of America Awards.

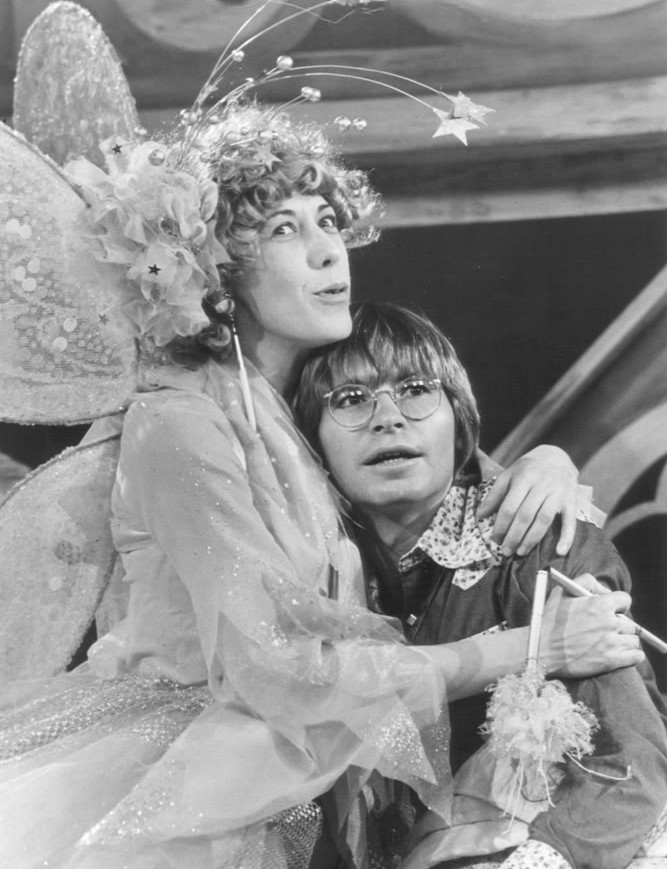
En 1974, aux côtés de John Denver.

En 1975, sort son premier long métrage en tant qu'actrice avec la comédie musicale Nashville réalisée par Robert Altman (avec qui l'actrice collaborera, par la suite, à de nombreuses reprises tout au long de sa carrière). Ce film raconte le destin de 24 personnages, issus de milieu musicaux ou politiques, qui vont se croiser dans la ville du disque et de la country, Nashville, Tennessee, au cours de cinq jours d'été au cœur des années 1970. Cette production reçoit des critiques dithyrambiques et remporte notamment l'Oscar de la meilleure musique de film et vaut à Lily Tomlin une proposition pour l'Oscar de la meilleure actrice dans un second rôle.
En 1977, son interprétation dans la comédie dramatique de Robert Benton, Le chat connaît l'assassin, lui vaut l'Ours d'argent de la meilleure actrice lors de la Berlinale. Cette production reçoit le Prix Edgar-Allan-Poe du meilleur scénario, en 1978.
Dans le même temps, ses premiers pas à Broadway sont tout autant plébiscités. Elle remporte un Special Tony Award lors des cérémonies de 1977 grâce au spectacle qu'elle a écrit, dirigé et dans lequel elle tient le rôle titre, Appearing Nitely.

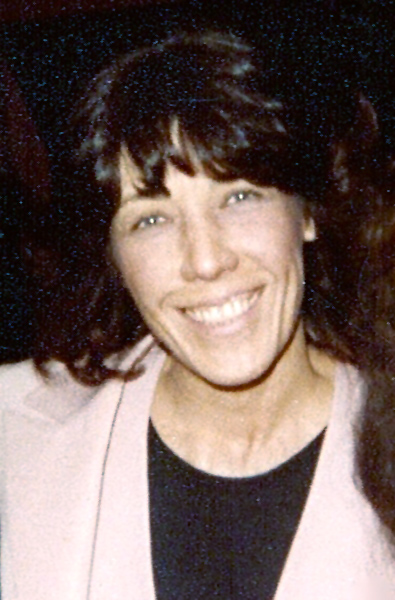
En 1977, en promotion pour son deuxième one-man-show, Appearing Nightly, à Broadway.

À la suite de ce succès, elle est propulsée vedette de plusieurs productions comme la comédie romantique Le Temps d'une romance (1978) avec John Travolta et, l'un de ses plus gros succès commercial avec la comédie Comment se débarrasser de son patron (1980) dans laquelle elle donne la réplique à Jane Fonda et Dolly Parton.
En 1981, elle est l’héroïne de La Femme qui rétrécit de Joel Schumacher, qui constitue l'adaptation d'un célèbre roman de Richard Matheson, L'Homme qui rétrécit.
En 1984, elle porte aux côtés de Steve Martin la comédie fantastique Solo pour deux et en 1988, c'est avec Bette Midler qu'elle occupe un premier rôle dans la comédie Quand les jumelles s'emmêlent. Entre-temps, son retour sur les planches avec la pièce The Search for Signs of Intelligent Life in the Universe est salué et lui vaut le Drama Desk Awards ainsi que le Tony Award de la meilleure actrice dans une pièce, en 1986. Elle reprendra ce même rôle dans une adaptation sur grand écran sortie en 1991.

#### Alternance cinéma et télévision (1990-2009)

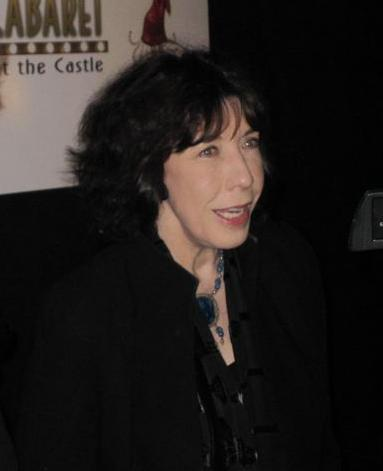
En mars 2009.

La décennie suivante, elle alterne cinéma et télévision.
En 1992, elle est dirigée par Woody Allen dans Ombres et Brouillard, puis, elle reste fidèle à Robert Altman et tourne, successivement, The Player (1992) et Short Cuts (1993). Cette dernière production est un film choral qui obtient le Lion d'or lors de la Mostra de Venise 1993 lorsque Tomlin est récompensée par le prix Special Volpi Cup de la meilleure actrice mais aussi par un énième American Comedy Awards de la meilleure actrice secondaire.
Du côté du petit écran, elle joue dans le téléfilm dramatique et historique, nommé pour deux Golden Globes, Les Soldats de l'espérance de Roger Spottiswoode avec Matthew Modine, Alan Alda, Patrick Bauchau, Nathalie Baye, Phil Collins
Puis, elle apparaît dans des séries télévisées en tant que guest-star (Frasier (1994) et Homicide (1996)) et signe, finalement pour un rôle régulier avec la série comique Murphy Brown. Diffusée par le réseau CBS, cette sitcom met en scène les mésaventures de Murphy Brown, une alcoolique repentie, présentatrice de For Your Information (FYI), un magazine d'information à la télévision. Elle y joue pendant deux saisons, la patronne de l'héroïne incarnée par Candice Bergen.
Parallèlement, elle pratique le doublage pour la série d'animation Le Bus magique, entre 1994 et 1997.
1996 marque sa première collaboration avec David O. Russell avec le film Flirter avec les embrouilles dans lequel elle occupe un rôle secondaire aux côtés de Ben Stiller, Patricia Arquette et Téa Leoni.
Elle termine cette décennie à l'affiche du drame Un thé avec Mussolini donnant la réplique à Maggie Smith, Judi Dench et Cher.
En 2000, elle donne la réplique à Bruce Willis dans la comédie familiale Sale Môme. Deux ans plus tard, elle suit Jake Kasdan dans sa comédie noire Orange County et elle est dirigée par David O. Russell dans J'adore Huckabees commercialisé en 2004. Tièdement accueilli à sa sortie, ce film fera surtout parler de lui, des années après sa sortie, lorsqu'une vidéo, dans laquelle Tomlin et le réalisateur s’opposent violemment, fuite sur internet.
Mais c'est une nouvelle fois à la télévision qu'elle s'illustre en acceptant le rôle récurrent de la secrétaire du Président des États-Unis, Deborah Fiderer, dans la série saluée À la Maison-Blanche, de 2002 à 2006. Elle se retrouve alors en lice pour le Screen Actors Guild Award de la meilleure actrice dans une série télévisée dramatique.
En 2006, elle tourne pour une dernière fois, aux côtés de son réalisateur fétiche en la personne de Robert Altman avec le film musical dramatique The Last Show. Elle se joint ainsi à une large distribution de comédiens notamment composée de Meryl Streep, Kevin Kline, Lindsay Lohan et Tommy Lee Jones. Basé sur l'émission radiophonique américaine A Prairie Home Companion animée par Garrison Keillor, scénariste du film et interprète de son propre rôle, il s'agit du dernier film de Robert Altman, mort quelques mois après sa sortie aux États-Unis.
Entre 2008 et 2009, elle se fait remarquer grâce à sa participation à la saison 5 de Desperate Housewives, elle incarne la sœur du personnage Karen McCluskey jouée par Kathryn Joosten.
En 2009, elle est un second rôle de la comédie d'aventures La Panthère rose 2 d'Harald Zwart. Ce second volet est cependant un échec critique et ne fonctionne pas non plus au box-office signant des performances nettement inférieures par rapport au premier opus.

#### Confirmation (2010-)

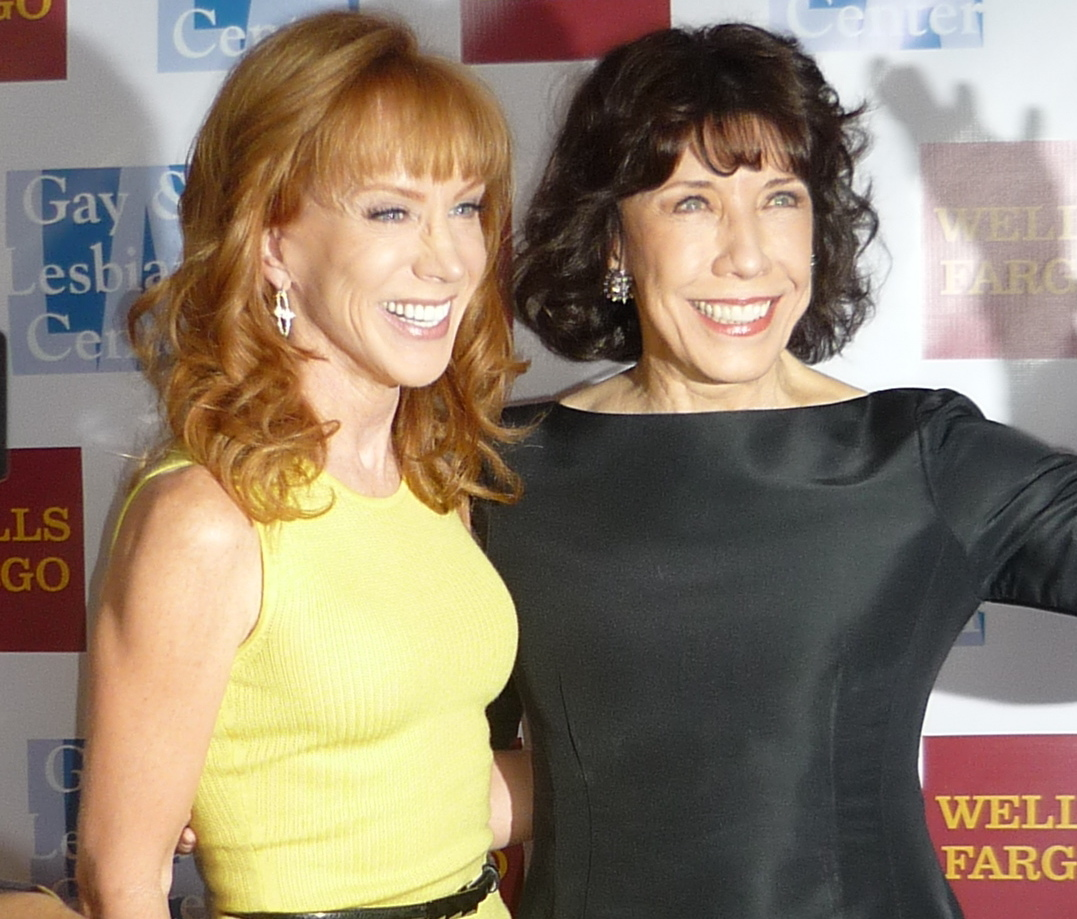
Avec Kathy Griffin, en 2010.

Les années 2010 sont ainsi marquées par un autre rôle régulier aussi salué, lorsqu'elle fait face à Glenn Close dans la troisième saison de la série plébiscitée Damages,.
En 2011, elle joue les guest-star pour un épisode de la saison 9 de NCIS : Enquêtes spéciales afin d'interpréter la grand-mère de Timothy McGee.
Il s'ensuit un rôle récurrent dans Web Therapy (2011-2015) avec Lisa Kudrow, puis un premier rôle, avec Malibu Country. Cette sitcom, diffusée entre 2012 et 2013, est cependant un échec d'audiences et est rapidement annulée au bout d'une courte saison par ABC.
En 2013, le documentaire An Apology to Elephants, sur lequel elle a travaillé aux côtés de sa compagne, Jane Wagner, est récompensé par un Primetime Emmy Awards. Cette production dénonce le trafic de l'ivoire et l'exploitation des animaux dans les cirques. La même année, elle défend la comédie inégale Admission de Paul Weitz qui marque sa première collaboration avec le réalisateur.    

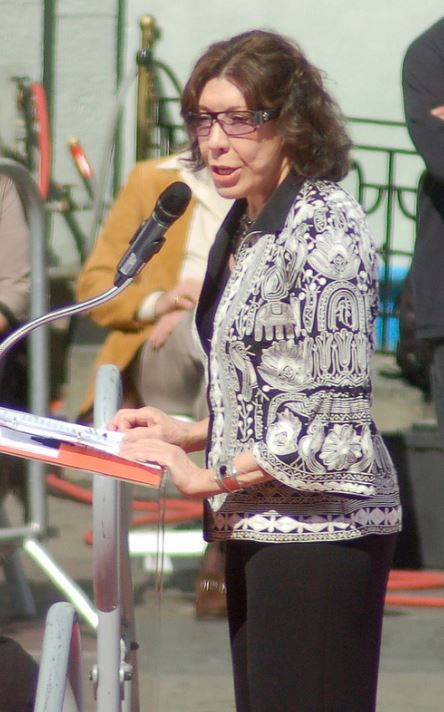
En 2013, Tomlin prononce un discours en l'honneur de l'intronisation de Jane Fonda sur le Chinese Theater.

En effet, elle le retrouve en 2015, pour la comédie dramatique Grandma. Ce film suit une vieille poète qui apprend que sa petite fille de dix-huit ans est enceinte. Toutes deux entament alors un voyage, pour se réconcilier avec leur passé douloureux. Son interprétation y est saluée et lui vaut une proposition au Golden Globe de la meilleure actrice dans un film musical ou une comédie, en 2016.
La même année, elle est aussi en lice pour le Golden Globe de la meilleure actrice dans une série télévisée musicale ou comique car elle produit et porte, depuis 2015, la série Grace et Frankie aux côtés de Jane Fonda. Cette série suit les péripéties de deux femmes de 70 ans, Grace, une femme d'affaires et Frankie, une hippie, qui commencent à vivre ensemble à la suite de leurs divorces respectifs, ce qui crée une multitude d'histoires farfelues. Le show est salué par les critiques.
En 2019, avant même la diffusion de la cinquième saison de Grace et Frankie, la plateforme Netflix annonce le renouvellement de la série pour une sixième saison.

### Vie privée
Lily Tomlin fréquente la dramaturge Jane Wagner depuis le mois de mars 1971. Lily venait de terminer Laugh-In quand elle a rencontré Jane, qui allait devenir sa compagne (Jane écrit pour Lily depuis de longues années). Elles se sont mariées le 31 décembre 2013 après plus de quarante ans de vie commune.
En 2019, sur le plateau de l'émission de télévision populaire, The Ellen DeGeneres Show, Lily Tomlin avoue avoir refusé de faire son coming out en une du célèbre magazine Time dans les années 1970. L'actrice craignait que cette révélation ne fasse passer sa carrière au second plan.

## Théâtre
Sauf indication contraire ou complémentaire, les informations mentionnées dans cette section proviennent de la base de données IBDb.
- 1977 : Appearing Nitely
- 1985 - 1986 : The Search for Signs of Intelligent Life in the Universe
- 2000 - 2001 : The Search for Signs of Intelligent Life in the Universe

## Filmographie

### Cinéma

#### Longs métrages
- 1972 : Scarecrow in a Garden of Cucumbers de Robert J. Kaplan : La voix du téléphone (non créditée)
- 1975 : Nashville de Robert Altman : Linnea Reese
- 1977 : Le chat connaît l'assassin (The Late Show) de Robert Benton : Margo Sperling
- 1978 : Le Temps d'une romance (Moment by Moment) de Jane Wagner : Trisha Rawlings
- 1980 : Comment se débarrasser de son patron (Nine to Five) de Colin Higgins : Violet Newstead
- 1981 : La Femme qui rétrécit (The Incredible Shrinking Woman) de Joel Schumacher : Pat Kramer / Judith Beasley
- 1984 : Solo pour deux de Carl Reiner : Edwina Cutwater
- 1988 : Quand les jumelles s'emmêlent (Big Business) de Jim Abrahams : Rose Ratliff / Rose Shelton
- 1991 : The Search for Signs of Intelligent Life in the Universe (en) de John Bailey : Truby the Bag Lady / Agnus Angst / Kate / Brandy / Tina
- 1992 : Ombres et Brouillard (Shadows and Fog) de Woody Allen : La prostituée
- 1992 : The Player de Robert Altman : elle-même
- 1993 : Short Cuts de Robert Altman : Doreen Piggot
- 1993 : Les Allumés de Beverly Hills (The Beverly Hillbillies) de Penelope Spheeris : Miss Jane Hathaway
- 1993 : Les Soldats de l'Espérance (And the Band Played On) de Roger Spottiswoode : Dr. Selma Dritz
- 1995 : Brooklyn Boogie (Blue in the Face) de Paul Auster, Wayne Wang et Harvey Wang : La mangeuse de gaufres
- 1996 : Flirter avec les embrouilles (Flirting with Disaster) de David O. Russell : Mary Schlichting
- 1996 : Getting Away with Murder de Harvey Miller : Inga Mueller
- 1998 : Drôles de Papous (Krippendorf's Tribe) de Todd Holland : Le professeur Ruth Allen
- 1999 : Un thé avec Mussolini (Tea with Mussolini) de Franco Zeffirelli : Georgie Rockwell
- 2000 : Sale Môme (The Kid) de Jon Turteltaub : Janet
- 2002 : Orange County de Jake Kasdan : Charlotte Cobb
- 2004 : J'adore Huckabees (I Heart Huckabees) de David O. Russell : Vivian
- 2006 : The Last Show de Robert Altman : Rhonda Johnson
- 2007 : The Walker de Paul Schrader : Abigail Delorean
- 2009 : La Panthère rose 2 de Harald Zwart : Mme Berenger
- 2012 : Stars in Shorts de Robert Festinger : La mère de Jason
- 2013 : Admission de Paul Weitz : Susannah
- 2015 : Grandma de Paul Weitz : Elle Reid
- 2022 : Moving On de Paul Weitz : Evelyn
- 2023 : Tom Brady à tout prix (80 for Brady) de Kyle Marvin : Lou

#### Films d'animation
- 2006 : Lucas, fourmi malgré lui (The Ant Bully) de John A. Davis : Mommo (voix)
- 2008 : Ponyo sur la falaise (Ponyo) de Hayao Miyazaki : Toki (voix)
- 2018 : Spider-Man: New Generation (Spider-Man: Into the Spider-Verse) de Bob Persichetti, Peter Ramsey et Rodney Rothman : Tante May (voix)

#### Courts métrages
- 2012 : Call to Action de Hunter G. Williams : Lily
- 2013 : Ctadc de Hunter G. Williams : Lily
- 2015 : Take Flight - The New York Times de Daniel Askill : elle-même

### Télévision

#### Séries télévisées
- 1969 - 1973 : Rowan & Martin's Laugh-In : Ernestine, the telephone operator / Edith Ann / Regular Performer (85 épisodes)
- 1976 / 1979-1980 / 1985-1988 / 1997 : 1, rue Sésame : Edith Ann / Ernestine (10 épisodes)
- 1977 : Saturday Night Live : Farrah Fawcett / Autre (1 épisode)
- 1983 : Our Time : Mrs. Judith Beasley (1 épisode)
- 1994 : Frasier : Rita (1 épisode)
- 1996 : Homicide : Rose Halligan (1 épisode)
- 1996 - 1998 : Murphy Brown : Kay Carter-Shepley (46 épisodes)
- 1998 : X-Files : Lydia (saison 6, épisode 6)
- 2002 - 2006 : À la Maison-Blanche : Deborah Fiderer (34 épisodes)
- 2005 et 2006 : Will et Grace : Margot (saison 7, épisode 14 et saison 8, épisode 12)
- 2008 : 12 Miles of Bad Road : Amelia Shakespeare (6 épisodes)
- 2008 - 2009 : Desperate Housewives : Roberta Simmons (saison 5, 6 épisodes)
- 2010 : Damages: Marylin Tobin (saison 3, 10 épisodes)
- 2011 : NCIS : Enquêtes spéciales: Penelope Langston (saison 9, épisode 3)
- 2011 - 2015 : Web Therapy : Putsy Hodge (22 épisodes)
- 2012 : Kenny Powers : Tammy (3 épisodes)
- 2012 - 2013 : Malibu Country : Lillie Mae MacKenzie (18 épisodes)
- 2015 - 2022 : Grace et Frankie : Frankie Bergstein (rôle principal - également productrice exécutive)

#### Séries d'animation
- 1994 - 1997 : Le Bus magique : Ms. Valerie Frizzle (voix, 52 épisodes)
- 2005 : Les Simpson : Tammy (voix, saison 17, épisode 7)
- 2017 - 2018 : Les Nouvelles Aventures du Bus Magique : Professeur Frizzle (voix, 14 épisodes)

#### Téléfilms
- 1993 : Les Soldats de l'espérance de Roger Spottiswoode : Dr Selma Dritz
- 1994 : Edith Ann: A Few Pieces of the Puzzle de Tamara Varga : Edith Ann (voix - également scénariste, créatrice et productrice exécutive)
- 1994 : Edith Ann: Homeless Go Home de Tamara Varga : Edith Ann (voix)
- 1994 : Growing Up Funny de Gary Halvorson : Madame Lupe
- 1996 : Edith Ann's Christmas: Just Say Noel de Bob Kurtz : Edith Ann (voix - également productrice exécutive)

### En tant que productrice
- 1981 : Lily: Sold Out
- 1995 : Celluloid Closet (documentaire)
- 1998 : Reno Finds Her Mom (documentaire)
- 2001 : Citizen Reno (série télévisée)
- 2013 : An Apology to Elephants (documentaire)
- 2018 : Radium Girls de Lydia Dean Pilcher et Ginny Mohler (long métrage)

### En tant que scénariste
- 1973 : The Lily Tomlin Show
- 1975 : Lily
- 1975 : The Lily Tomlin Special
- 1977 : The Paul Simon Special

## Distinctions
Note : Cette section récapitule les principales récompenses et nominations obtenues par Lily Tomlin. Pour une liste plus complète, se référer aux sites IMDb et IBDb.

### Récompenses
- Grammy Awards 1972 : meilleur album comique pour This is a Recording
- 26e cérémonie des Primetime Emmy Awards 1974 :
  - meilleur Special de variété, musical ou comique pour Lily
  - meilleur scénario pour une émission de divertissement pour Lily
- Writers Guild of America Awards 1974 : meilleur scénario pour un spectacle de variété pour Lily
- Kansas City Film Critics Circle Awards 1975 : meilleure actrice dans un second rôle pour Nashville
- National Society of Film Critics Awards 1975 : meilleure actrice dans un second rôle pour Nashville
- New York Film Critics Circle Awards 1975 : meilleure actrice dans un second rôle pour Nashville
- 28e cérémonie des Primetime Emmy Awards 1976 : meilleur scénario pour une émission de divertissement pour The Lily Tomlin Special
- Berlinale 1977 : Ours d'argent meilleure actrice pour The Late Show
- Tony Awards 1977 : Special Tony Award
- 30e cérémonie des Primetime Emmy Awards 1978 : meilleur scénario pour une émission de divertissement pour The Paul Simon Special
- Fantafestival 1981 : meilleure actrice pour The Incredible Shrinking Woman
- 33e cérémonie des Primetime Emmy Awards 1981 : meilleure émission de variétés régulière incluant des variétés musicales pour Lily: Sold Out
- New York Women in Film & Television 1985 : Muse Award
- Drama Desk Awards 1986 : 
  - meilleure actrice dans une pièce pour The Search for Signs of Intelligent Life in the Universe
  - Prix Unique Theatrical Experience
- Tony Awards 1986 : meilleure actrice dans une pièce pour The Search for Signs of Intelligent Life in the Universe
- American Comedy Awards 1987 :
  - Lifetime Achievement Award in Comedy
  - meilleur stand-up féminin
- American Comedy Awards 1988 : meilleur stand-up féminin
- American Comedy Awards 1991 : meilleure performance féminine à la télévision
- Festival international du film de Seattle 1991 : meilleure actrice pour The Search for Signs of Intelligent Life in the Universe
- American Comedy Awards 1992 : meilleure actrice pour The Search for Signs of Intelligent Life in the Universe
- Women in Film Crystal Awards 1992 : Crystal Award
- Mostra de Venise 1993 : Special Volpi Cup pour Short Cuts
- American Comedy Awards 1994 : meilleure actrice dans un second rôle pour Short Cuts
- 22e cérémonie des Daytime Emmy Awards 1995 : meilleure performance pour un programme pour enfants dans Le bus magique
- Provincetown International Film Festival 2000 : Lily Award
- US Comedy Arts Festival 2002 : Career Tribute
- Mark Twain Prize for American Humor 2003 : Mark Twain Prize for American Humor
- 65e cérémonie des Primetime Emmy Awards 2013 : meilleur doublage pour An Apology to Elephants
- Festival du film de Los Angeles 2015 : Spirit of Independence Award
- Women Film Critics Circle Awards 2015 : Lifetime Achievement Award
- Women's Image Network Awards 2015 : meilleure actrice pour Grandma
- Television Critics Association Awards 2016 : Career Achievement Award
- 23e cérémonie des Screen Actors Guild Awards 2017 : Life Achievement Award
- Sovas Voice Arts Awards 2017 : Life Time Achievement Icon Award

### Nominations
- 23e cérémonie des Primetime Emmy Awards 1971 : meilleure interprétation individuelle pour un(e) programme/émission télévisé(e) régulier(ère) de variétés ou de musique pour Laugh-in
- 29e cérémonie des Golden Globes 1972 : meilleure actrice dans un second rôle dans une série, une mini-série ou un téléfilm pour Laugh-In
- 24e cérémonie des Primetime Emmy Awards 1972 : meilleure interprétation individuelle pour un(e) programme/émission télévisé(e) régulier(ère) de variétés ou de musique pour Laugh-in
- 25e cérémonie des Primetime Emmy Awards 1973 :
  - meilleur Special de variété, musical ou comique pour The Lily Tomlin Show
  - meilleur scénario pour une émission de divertissement pour The Lily Tomlin Show
- Grammy Awards 1974 : meilleur album comique pour And That's the Truth
- 27e cérémonie des Primetime Emmy Awards 1975 : 
  - meilleur Special de variété, musical ou comique pour Lily
  - meilleur scénario pour une émission de divertissement pour Lily
- 29e cérémonie des British Academy Film Awards 1976 : meilleur espoir pour Nashville
- Grammy Awards 1976 : meilleur album comique pour Modern Scream
- 33e cérémonie des Golden Globes 1976 : meilleure actrice dans un second rôle pour Nashville
- 28e cérémonie des Primetime Emmy Awards 1976 : meilleur Special de variété, musical ou comique pour The Lily Tomlin Special
- 48e cérémonie des Oscars 1976 : meilleure actrice dans un second rôle pour Nashville
- 31e cérémonie des British Academy Film Awards 1978 : meilleure actrice pour The Late Show
- 35e cérémonie des Golden Globes 1978 : meilleure actrice dans un film musical ou une comédie pour The Late Show
- Grammy Awards 1979 : meilleur album comique pour On Stage
- 9e cérémonie des Saturn Awards 1982 : meilleure actrice pour The Incredible Shrinking Woman
- 36e cérémonie des Primetime Emmy Awards 1984 : meilleure interprétation individuelle pour un(e) programme/émission télévisé(e) régulier(ère) de variétés ou de musique pour Live... And in Person
- 12e cérémonie des Daytime Emmy Awards 1985 : meilleure performance pour un programme pour enfants dans Pryor's Place
- 42e cérémonie des Golden Globes 1985 : meilleure actrice dans un film musical ou une comédie pour All of Me
- American Comedy Awards 1989 : meilleure actrice pour Quand les jumelles s'emmêlent
- 45e cérémonie des Primetime Emmy Awards 1993 :
  - meilleur Special de variété, musical ou comique pour The Search for Signs of Intelligent Life in the Universe
  - meilleure interprétation individuelle pour un(e) programme/émission télévisé(e) régulier(ère) de variétés ou de musique pour The Search for Signs of Intelligent Life in the Universe
- American Comedy Awards 1994 : meilleure actrice pour Les allumés de Beverly Hills
- 46e cérémonie des Primetime Emmy Awards 1994 :
  - meilleure actrice dans un second rôle dans une mini-série ou un téléfilm pour Les soldats de l'espérance
  - meilleure interprétation individuelle pour un(e) programme/émission télévisé(e) régulier(ère) de variétés ou de musique pour Growing Up Fanny
- American Comedy Awards 1996 : meilleure actrice dans un second rôle pour Brooklyn Boogie
- 23e cérémonie des Daytime Emmy Awards 1996 : meilleure performance pour un programme pour enfants dans Le bus magique
- 48e cérémonie des Primetime Emmy Awards 1996 : 
  - meilleure actrice invitée dans une série télévisée dramatique pour Homicide
  - meilleur magazine ou Special d'information pour The Celluloid Closet
- American Comedy Awards 1997 : meilleure actrice dans un second rôle pour Flirter avec les embrouilles
- 24e cérémonie des Daytime Emmy Awards 1997 : meilleure performance pour un programme pour enfants dans Le bus magique
- 25e cérémonie des Daytime Emmy Awards 1998 : meilleure performance pour un programme pour enfants dans Le bus magique
- Drama Desk Awards 2001 : meilleure actrice dans une pièce pour The Search for Signs of Intelligent Life in the Universe
- Tony Awards 2001 : meilleure actrice dans une pièce pour The Search for Signs of Intelligent Life in the Universe
- 9e cérémonie des Screen Actors Guild Awards 2003 :
  - meilleure distribution pour une série télévisée dramatique dans A la maison blanche
  - meilleure actrice dans une série télévisée dramatique pour A la maison blanche
- Grammy Awards 2005 : best spoken world album pour The World According to Mr. Rogers[23]
- 11e cérémonie des Screen Actors Guild Awards 2005 : meilleure distribution pour une série télévisée dramatique dans A la maison blanche
- 11e cérémonie des Satellite Awards 2006 : meilleure actrice dans un second rôle pour The Last Show
- 62e cérémonie des Primetime Emmy Awards 2010 : meilleure actrice invitée dans une série télévisée dramatique pour Damages
- 67e cérémonie des Primetime Emmy Awards 2015 : meilleure actrice dans une série télévisée comique pour Grace et Frankie
- 20e cérémonie des Satellite Awards 2015 : meilleure actrice dans une série télévisée musicale ou comique pour Grace et Frankie
- 73e cérémonie des Golden Globes 2016 : 
  - meilleure actrice dans une série télévisée musicale ou comique pour Grace et Frankie
  - meilleure actrice dans un film musical ou une comédie pour Grandma
- 68e cérémonie des Primetime Emmy Awards 2016 : meilleure actrice dans une série télévisée comique pour Grace et Frankie
- 69e cérémonie des Primetime Emmy Awards 2017 : meilleure actrice dans une série télévisée comique pour Grace et Frankie
- 23e cérémonie des Screen Actors Guild Awards 2017 : meilleure actrice dans une série télévisée comique pour Grace et Frankie
- 70e cérémonie des Primetime Emmy Awards 2018 : meilleure actrice dans une série télévisée comique pour Grace et Frankie
- 24e cérémonie des Screen Actors Guild Awards 2018 : meilleure actrice dans une série télévisée comique pour Grace et Frankie
- 25e cérémonie des Screen Actors Guild Awards 2019 : meilleure actrice dans une série télévisée comique pour Grace et Frankie

## Voix françaises
| - Pascale Jacquemont dans : - J'adore Huckabees - Will et Grace (série télévisée) - À la Maison-Blanche (série télévisée) - NCIS : Enquêtes spéciales (série télévisée) - Desperate Housewives (série télévisée) - Damages (série télévisée) - Web Therapy (série télévisée) - Grace et Frankie (série télévisée, 1re voix) - Cathy Cerdà dans : - Kenny Powers (série télévisée) - Grace et Frankie (série télévisée, 3e voix) - Tom Brady à tout prix (en) - Perrette Pradier dans : - Comment se débarrasser de son patron - Drôles de Papous - Julie Carli dans : - Admission - Grace et Frankie (série télévisée, 2e voix) Et aussi - Martine Messager dans Short Cuts - Josiane Pinson dans Les Allumés de Beverly Hills - Hélène Chanson dans Le Bus magique (voix) - Évelyne Guimmara dans Un thé avec Mussolini - Dany Laurent dans Sale Môme - Michèle Bardollet dans The Last Show |